# Benedito Leite
Pour les articles homonymes, voir Benedito et Leite.
Benedito Leite est une municipalité brésilienne située dans l'État du Maranhão.